# Alfred Kaiser (Fußballspieler, 1934)
Alfred Kaiser (* 1. April 1934) ist ein ehemaliger deutscher Fußballspieler. 

## Karriere
Alfred Kaiser spielte zunächst für Amateurmannschaft der Stuttgarter Kickers. Beim Spiel gegen den 1. FC Schweinfurt 05 26. August 1956 gab er sein Debüt für die Stuttgarter Kickers in der Oberliga Süd. In der Folgesaison folgten 6 weitere Spiele, ehe er 1958 zu Eintracht Trier wechselte. 1960 kehrte er jedoch für zwei weitere Spielzeiten zu den Kickers nach Stuttgart zurück und absolvierte 16 Partien in der II. Division.